# Jean Chrétien
Joseph Jacques Jean Chrétien PC OM CC QC (Shawinigan, 11 de janeiro de 1934) é um advogado e político canadense que serviu como Primeiro-ministro do Canadá de 1993 até 2003.
Jean Chrétien nasceu em Shawinigan, Quebec, o décimo-oitavo filho de um total de 19 crianças. Posteriormente, estudou direito na Universidade Laval, na Cidade de Quebec. Foi eleito para a Câmara dos Comuns em 1963, tendo servido como um secretário parlamentar , primeiramente, de Lester Bowles Pearson, em 1965, e posteriormente, para Mitchell Sharp, Ministro das Finanças, em 1966. Em 1977, foi escolhido para ser Ministro das Finanças, e em 1982, apontado Ministro de Energia, Minas e Recursos.
Após a aposentadoria política de Pierre Elliott Trudeau, em 1984, Chrétien participou das eleições do Partido Liberal do Canadá, como um dos candidatos a novo líder do partido, mas foi derrotado por John Napier Turner. Em 1986, devido a atritos com Turner, Chrétien renunciou aos seus cargos políticos, e deixou a vida política até 1989, quando Turner renunciou seu posto de líder do Partido Liberal. Jean Chrétien voltou para disputar as eleições de novo líder do Partido Liberal, e, desta vez, tendo vencido e escolhido como novo líder do Partido. Chrétien voltou à Câmara dos Comuns em 1990, e venceu as eleições nacionais de 1993, tornando-se o 20º primeiro-ministro do Canadá.
Ao longo de seu termo de primeiro-ministro, que durou até 12 de dezembro de 2004, tendo sido reeleito nas eleições nacionais de 1997 e 2000, Chrétien esteve à frente de um forte Partido Liberal, sendo que nenhum outro partido político canadense teve alguma chance de concorrer com os Liberais nas eleições de 1997 e 2000, bem como provaram fraca oposição ao longo dos onze anos de governo de Chrétien. Sua tempo a frente do país foi marcado por sucessos econômicos e embates entre o governo federal e o movimento pela independência do Quebec (que ele sempre se opôs ferozmente). Foi acusado de envolvimento num caso de corrupção chamado Sponsorgate, mas ele nunca foi formalmente indiciado e sempre negou qualquer ação ilegal. Quando se aposentou da política, em 2004, afirmou que o fez para passar mais tempo com os netos.
Apesar de ser uma figura um tanto controversa, seu tempo como primeiro-ministro geralmente é bem recordado entre os acadêmicos e cientistas políticos, com Chrétien ainda detendo um alto índice de popularidade dentre o povo canadense.